# Koren (voornaam)
Koren is een variant van de Griekse meisjesnaam Kora dat "maagd" betekent. De naam wordt ook als jongensnaam gebruikt maar heeft dan een Hebreeuwse oorsprong met de betekenis  "schijnen".

## Varianten
De volgende namen (o.a.) zijn ook varianten of afgeleiden van Cora:
- Corabel, Corabella, Corabelle en Corabellita
- Coralee, Coralia, Coralie, Coralyn, Coree en Corella
- Corena, Corene, Coretta, Corey, Cori, Corie, Corilla, Corine, Corinna en Corinne
- Corisa, Corissa, Corita, Corlene, Correen, Corrella, Correlle, Correna en Correnda
- Correne, Correy, Corri, Corrie, Corrina, Corrine, Corrissa, Corry, Corynna, Corynne en Coryssa
- Kora, Korabell, Kore, Koreen en Koretta
- Korey, Korilla, Korina, Korinne, Korry, Koryne, Korynna en Koryssa.

## Bekende naamdragers
- Koren Jelela, Ethiopische loper
- Koren Robinson, Americanfootballspeler
- Koren Zailckas, Amerikaans schrijver